# Hans Frese
Hans Frese (auch: Hanß Freese, * um 1527; † 1608) war ein Artilleriemeister („artolereymeister“) und Magister (1605) des Bergedorfer Schlosses und deutscher Kartograf. Es werden ihm einige kartografische Bilder zugeschrieben.

## Leben
Als Artilleriemeister oblag Frese die Aufsicht über die Instandhaltung der Verteidigungsanlagen und der Bewaffnung des Bergedorfer Schlosses sowie die Überwachung der Munitionsvorräte. Darüber hinaus war er als Ingenieur-Offizier mit Landvermessungsaufgaben betraut, deren Ergebnisse er in seinen Karten umsetzte.

## Werke

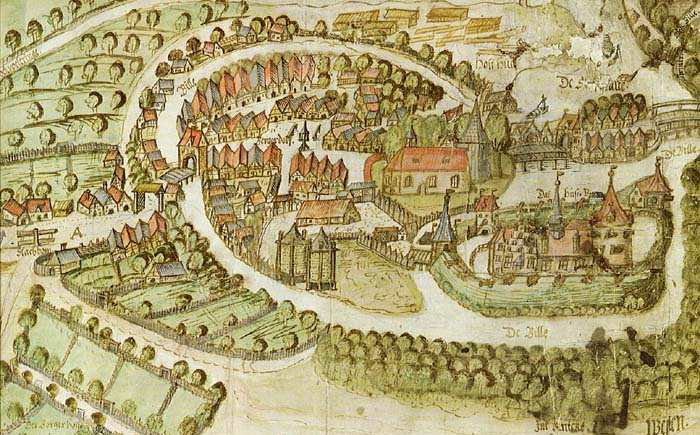
Karte von Bergedorf 1598

- Eine einfarbige Karte von Bergedorf vom 16. Oktober 1593[2]
- Einen Abriss des Thiergarten in der Abbedei zum Reinfelde unterzeichnet mit Hansen Fresan 1595, eine Kopie hängt im Heimatmuseum in Reinfeld (Holstein).
- Eine farbige Karte von Bergedorf, welche sich heute im Hamburger Staatsarchiv befindet, bezeichnet als „Abriß der Gegend um Bergedorf von 1598“.
- Eine Karte, die den Lauf der Wakenitz vom Ratzeburger See bis nach Lübeck von 1605 darstellt, mit einigen Randbemerkungen hauptsächlich geschichtlichen Inhalts. Das mehrere Ellen lange Original befand sich noch 1860 in Lübeck, eine vierfach verkleinerte Kopie besaß noch 1916 die Kieler Universitäts-Bibliothek.
- Eine Karte des Schleusengrabens, auf 1610 datiert, zeigt die Landschaft zwischen Neuengamme und Reinbek. Die Karte enthält die erste bekannte Darstellung des Dorfes Lohbrügge.[1]